# Бхуджельский язык
Бхуджельский язык (деванагари: भुजेल, Bhujel, Bujal, Bujhel, Bujheli, Bujhyal, “Gharti” (pej.), Pukhgyal Ngur, Western Chepang) — язык, на котором говорят в городе Чанауте округа Читван зоны Нараяни; в городе Дходени округа Навалпараси зоны Лумбини; в городе Белтар округа Горкха; в городах Андимуль, Артумпка, Баниятар, Кульмун округа Танахун зоны Гандаки в Непале. Имеет диалекты, соответствующие названиям городов, в которых на нём говорят: андимульский, артумпка, баниятарский, бельтарский, дходени, кульмунский и чанауте, между которыми взаимопонятность составляет 80%. Для бхуджельского языка недавно была разработана письменность на основе письма деванагари.